# Bombardement de Tamatave en 1845
Le bombardement de Tamatave qui a lieu en 1845 est le fait d'une expédition militaire franco-britannique contre le royaume merina. Celle-ci vise à venger l'expulsion des missionnaires et la persécution des chrétiens à Madagascar sous le règne de Ranavalona Ire.